# تجمع فورم (المهرة)

تعديل مصدري - تعديل

تجمع فورم هو "تجمع بدوي" في عزلة الغيظة بمديرية الغيظة التابعة لمحافظة المهرة، بلغ تعداد سكانها 352 نسمة حسب تعداد اليمن لعام 2004.